# Fences (The Altogether)
Fences is het tweede studioalbum van de Amerikaanse folkrockband The Altogether. Het dubbelalbum werd op 18 november uitgebracht op Bandcamp, en een week later op de andere streamingplatforms, onder het label Fries Guys Records. Het album werd gemixt door Jonah Scott, geproduceerd door Scott en Matthew Sullivan en gemasterd door Dave McNair. De nummers ''Night With You'', ''Waiting For You'' en ''Jubal & I'' bevatten respectievelijk samenwerkingen met Alex Larned, Martina San Diego en Brian David Gilbert.

## Tracklist
| Nr.          | Titel                                     | Duur  |
| ------------ | ----------------------------------------- | ----- |
| 1.           | "Lea with No H (The Queen)"               | 3:48  |
| 2.           | "Ben Gunn"                                | 4:47  |
| 3.           | "Bad News"                                | 2:57  |
| 4.           | "Sweet Ida"                               | 4:21  |
| 5.           | "Fences (The Heat)"                       | 3:43  |
| 6.           | "Curiosity"                               | 2:41  |
| 7.           | "Background Noise"                        | 3:43  |
| 8.           | "Spinning (The Saucer)"                   | 2:38  |
| 9.           | "Change"                                  | 3:18  |
| 10.          | "The Way She Left"                        | 4:05  |
| 11.          | "Strawberry Moon"                         | 3:36  |
| 12.          | "Hsiao (The Flower)"                      | 2:53  |
| 13.          | "Betty Smiled"                            | 3:25  |
| 14.          | "Night With You" (Met Alex Larned)        | 4:28  |
| 15.          | "I Swear"                                 | 3:34  |
| 16.          | "The Asteroid Belt"                       | 3:28  |
| 17.          | "Just For Fun 3"                          | 0:54  |
| 18.          | "Waiting For You" (Met Martina San Diego) | 3:40  |
| 19.          | "Jubal & I" (Met Brian David Gilbert)     | 3:32  |
| 20.          | "Dance at Your Wedding"                   | 4:19  |
| 21.          | "Nothing Will Come of It Joe"             | 2:38  |
| Totale duur: | Totale duur:                              | 72:18 |

## Medewerkers
- Jonah Scott - schrijver (Nr. 1-18, 20-21), productie, mixing,  gitaar, basgitaar, piano, keyboards, synths, drums, percussie, samples, leadzang, achtergrondzang

- Matthew Sullivan - productie, synths, samples
- Jesse Blum - aanvullende productie (Nr. 4 en 8)
- Sierra Scott - leadzang, achtergrondzang
- Alex Larned - leadzang (Nr. 14)
- Martina San Diego - leadzang (Nr. 18)
- Brian David Gilbert - schrijver (Nr. 19), leadzang (Nr. 19)
- Karen Han - achtergrondzang (Nr. 8)
- Emma Freeman - achtergrondzang (Nr 4 en 15)
- Stephan Stanzione - drums, samba whistle
- Facundo Alvarez - braziliaanse percussie (Nr. 4)
- Jesse Blum - trompet (Nr. 1, 5, 8), bugel (Nr.8), piano (Nr. 4)

- Kevin Edell - tenor sax (Nr. 5)
- Nick Dinielli - tenor sax (Nr. 4)
- DJ Judodog - synths (Nr. 17), marimba (Nr. 6), recorder (Nr. 6)
- Christopher Frick - franse hoorn (Nr. 21)
- Ledah Finck - viool (Nr. 10, 16, 21)
- Mocha Vernon - banjo (Nr. 18), ukulele (Nr. 6)
- Charles Humenry - snaar arrangement (Nr. 20)
- Sweet Ida publiekszang - Sierra Scott, Jonah Scott, Alex Larned, Savannah Scott, Laura Gilbert, Erik Wicklund
- Nothing Will Come of It Joe mannenkoor - Nathan Choe, Alex Dragone, Brian David Gilbert, Matthew Sullivan, Stephan Stanzione, Erik Wicklund, Alex Larned
- Dave McNair - mastering
- Jeff Östberg - coverart